# アルヴァ・メイヤー
アルヴァ・メイヤー（Alvah T. Meyer、1888年7月18日 - 1939年12月19日）は、アメリカ合衆国の元陸上競技選手である。彼は1912年に開催されたストックホルムオリンピックに参加して、100メートル走で銀メダルを獲得した。

## 経歴
ニューヨーク生まれのメイヤーは、100メートル走を得意とした選手だった。彼は、アベル・キヴィアットやマイヤー・プリンスタインと同じく、アイリッシュ・アメリカン・アスレチッククラブ（en:Irish American Athletic Club）に加入しているユダヤ人メンバーの一人だった。
ストックホルムオリンピックで、メイヤーは100メートル走と200メートル走に出場した。100メートル走には、22カ国から70人の選手が参加して1912年7月6日から7日の日程で行われた。予選9組でメイヤーは11秒6の記録で1位となり、準決勝へ進んだ。準決勝では10秒7の記録で1位でゴールし、決勝へ進出した。
決勝はアメリカ代表のハワード・ドリュー（en:Howard Drew）が準決勝で負傷して欠場したために、5人だけで行われた。メイヤーは同じくアメリカ代表のラルフ・クレイグに0.1秒の差で破れ、銀メダルを獲得することになった。
このオリンピックでメイヤーは200メートル走にも参加したが、準決勝で敗退している。